# Симфонічний оркестр Чеського радіо
Симфонічний оркестр Чеського радіо - (чеськ. Symfonický orchestr Českého rozhlasu) — чеський симфонічний оркестр та радіоансамбль, що базується в Празі.
Заснований 1 жовтня 1926 року для музичних трансляцій Чеського радіо.
Бурхливий розвиток музичного радіомовлення в 1930-і рр. привів до зростання оркестру від 14 виконавців на початку роботи оркестру до 45 в 1931 році й 70 в 1936-м. Карел Болеслав Їрак, що керував музичними програмами Чеського радіо, залучив до співробітництва з оркестром ряд видатних музикантів, у тому числі Эрвина Шульгофа. В 1930 р. оркестр гастролював у Загребі, в 1934 р. у Нью-Йорку, де виконав «Stabat Mater» Дворжака, в 1938 році у Франції і Югославії. Оркестром диригували Сергій Прокоф'єв, Отторіно Респігі, Альфредо Казелла.
У повоєнний час, 1951 року солісти оркестру утворили Празький камерний оркестр без диригента. Крім того, в 1952 г. був утворений Празький радіооркестр (чеськ. Pražský rozhlasový orchestru) на чолі з Франтишеком Діком (до 1956 року), а потім Йозефом Грнчиржем. В 1964 г. рішенням Міністерства культури ЧССР була проведена реформа, у результаті якої Празький камерний оркестр став незалежним колективом, тоді як Празький радиооркестр був об'єднаний із Симфонічним оркестром Празького радіо в Симфонічний оркестр Чехословацького радіо в Празі. Протягом 1950-60-х років с оркестрами Празького радіо працювали також Вацлав Талих, Іржі Старек, власними творами диригували композитори Ернст Кшенек, Артюр Онеггер, Арам Хачатурян.